# Курц, Карл
Карл Курц (нем. Karl Kurz; 21 ноября 1898, Клостернойбург — 26 ноября 1933, Базель) — австрийский футболист и тренер. Играл на позиции правого полузащитника.

## Биография
Карл Курц родился в Клостернойбурге 21 ноября 1898 года, там же он начал играть футбол, когда учился в местной гимназии. После гимназии Круц ушёл в венский клуб «Фёрст», где играл в молодёжном составе. Затем Курц завязал со спортом, но через некоторое время возобновил свою деятельность, став играть в молодёжной команде клуба «Флоридсдорф». В 1915 году Курц перешёл в клуб «Аматеурен», где уже после трёх игр, на которых просматривали Карла, он был принят в команду. Затем он перешёл в клуб «Обер Санкт Вейтер», из которого в мае 1916 года австрийца забрали на фронт.
В 1917 году, получив на войне ранение, Курц вернулся в Вену, где, выздоровев, стал вновь играть за «Аматеурен», с которым выиграл медали чемпионата Австрии в 1920 году. В 1921 году Курц вернулся в Фёрст, но клуб не блистал, заняв место далеко от тройки призёров, и футболист опять вернулся в «Аматеурен». Затем Курц играл «Фёрст» и клуб «Зиммерингер», который он покинул в марте 1927 года, уехав тренировать в Латвии. В октябре того же года Курц вернулся в Вену и играл за «Аматеурен», которая к тому времени сменила название на «Аустрию». И играл там до зимнего перерыва сезона 1928—1929, завершив карьеру из-за заболевания лейкемией.
В сборной Австрии Курц дебютировал в ноябре 1919 года против сборной Венгрии, а в ноябре 1928 года провёл последний матч в составе национальной команды, ставший для него 32-м. Также играл Курц и за сборную Вены в 15-ти встречах.
После окончания карьеры Курц работал тренером, сначала ассистентом главного тренера «Аустрии» Роберта Ланге, а затем самостоятельно возглавив венский клуб. В 1931 году Курц уехал в Швейцарию, где работал с клубами «Гренхен» и «Базель», с которым выиграл Кубок Швейцарии, а в ноябре того же года лейкемия победила Курца, и австрийца не стало.

## Достижения
- Обладатель Кубка Швейцарии: 1933